# Joseph Maximilian von Maillinger

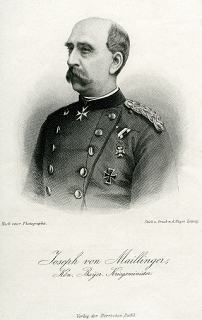
Joseph Maximilian von Maillinger

Joseph Maximilian Fridolin Maillinger, seit 1870 Ritter von Maillinger (* 4. Oktober 1820 in Passau; † 6. Oktober 1901 in Bad Aibling) war ein bayerischer General der Infanterie und Kriegsminister.

## Leben
Maillinger wurde 1859 Hauptmann im Generalquartiermeisterstab, kam ins Münchener Generalkommando und war seit 1863 Referent im Kriegsministerium sowie erster Adjutant des Kriegsministers Eduard von Lutz, dessen Stellvertreter er 1866 wurde.
Am 17. August 1866 war er als Oberst Kommandeur des 9. Infanterie-Regiments geworden.
1869 wurde er zum Generalmajor befördert und Truppenkommandant in der Pfalz. Er führte im Deutsch-Französischen Krieg 1870/71 die 8. Infanterie-Brigade mit Auszeichnung bei Weißenburg, Wörth, Sedan, vor Belagerung von Paris, bei Clamart, Chatillon, Bagneur und L'Haye. 1870 wurde er mit dem Militär-Max-Joseph-Orden ausgezeichnet, was mit der Verleihung des persönlichen Adels als „Ritter von Maillinger“ verbunden war. Zudem erhielt er das Eiserne Kreuz I. Klasse.
Als Generalleutnant und Kommandeur der 2. Armeedivision (seit November 1870) blieb er bis 30. April 1873 bei der Besatzungsarmee in Frankreich. Am 19. Januar 1873 wurde Maillinger mit dem Pour le Mérite ausgezeichnet. und kurz darauf zum Kommandierenden General des II. Armee-Korps in Würzburg ernannt. Im April 1875 folgte die Ernennung zum Kriegsminister und Staatsrat. 1877 wurde er zum General der Infanterie befördert und 1880 zum Inhaber des 9. Infanterie-Regiment „Wrede“ ernannt.
Auf Anregung Generals Friedrich von Bothmer schlug er König Ludwig II. die Gründung des Bayerischen Armeemuseums vor, welche 1879 erfolgte. Nachdem man ihn am 30. April 1885 von der Leitung des Kriegsministeriums entbunden hatte, ernannte man ihn 1888 zum Reichsrat.